# 新八雲站
新八雲站（日语：／ Shin-Yakumo eki */?）（暫名）是位於北海道二海郡八雲町春日，北海道旅客鐵道（JR北海道）的北海道新幹線車站。車站現時正在建設中，並建設2031年落成啟用。車站與八雲站（北海道旅客鐵道（JR北海道）函館本線有一段距離。

## 概要
車站預計建設位於八雲站與其市區西邊約3公里處的內陸。現時預定建設車站的用地現時為農地。在車站啟用後，乘客人次預計每日約500人。在車站啟用後用取代八雲站，成為北海道最西車站。

## 車站周邊
- 國道277號（日语：国道277号）
- 北海道道42號八雲北檜山線（日语：北海道道42号八雲北檜山線）
- 北海道道1181號新八雲停車場線（日语：北海道道1181号新八雲停車場線）
- 遊樂部川（日语：遊楽部川）

## 相鄰車站
北海道旅客鐵道（JR北海道）
北海道新幹線（建設區間）
新函館北斗－新八雲（暫名）－長萬部

## 外部連結
- 北海道新幹線札幌延伸に向けて（6） （页面存档备份，存于） （日語）